# Barnens ö naturreservat
Barnens ö naturreservat är ett naturreservat i Norrtälje kommun i Stockholms län.
Området är naturskyddat sedan 2014 och är 67 hektar stort. Reservatet omfattar tre delar, förutom kring omkring Barnens ö även andra fastlandsdelar och öar. Reservatet består av lövskog, blandskog och barrskog.